# Georges Lefebvre (fonctionnaire)
Pour les articles homonymes, voir Georges Lefebvre et Lefebvre.
Compléments
- DRH de La Poste (1998-2012)
- Directeur général (2002-2010)
- Délégué général  (2010-2020)

Georges Lefebvre: Ancien élève de l'ENSPTT (promotion 1981) et administrateur des PTT, il était délégué général du groupe La Poste

## Biographie
Entré à la Poste en 1970, il intègre la formation interne des PTT en 1978 et sort diplômé de l'École nationale supérieure des postes et télécommunications (ENSPTT), promotion 1981.
À la suite de ce concours, il entre aux PTT en tant que chef de service de la direction départementale du Nord. Il est ensuite directeur de cabinet du directeur régional de la région Nord-Pas-de-Calais. Devenu directeur départemental de la Marne en 1987, directeur général chargé de la gestion des cadres dirigeants en 1990, directeur des ressources humaines de la délégation territoriale de l'Île-de-France en 1994, il fait un bref passage au Secrétariat d'État chargé de l'Industrie comme conseiller technique en 1997. En janvier 1998, il entre au comité exécutif du groupe La Poste en tant que directeur des ressources humaines et des relations sociales. En 2001, il est nommé directeur général adjoint, chargé des ressources humaines et des relations sociales. En avril 2002, il devient directeur général et directeur des ressources humaines et des relations sociales du groupe.
Il a été élevé au grade d'officier dans l'ordre national du Mérite par décret du 13 mai 2005, et au grade d'officier de la Légion d'honneur le 14 juillet 2009.
En septembre 2012, il assure en tant que Délégué Général du groupe La Poste la mission de coordonner les efforts d’adaptation de l'entreprise et de veiller à la cohésion et l'unité du Groupe.

## Source
- « Georges Lefebvre, Marc-André Feffer, Christian Kozar, Nicolas Routier  », Les Échos, n° 19 071 du 13 janvier 2004, p. 8.
- Intervenants aux conférences des Échos